# Садовое (Макаровский сельский округ)
Садовое (каз. Садовое) — село в Байтерекском районе Западно-Казахстанской области Казахстана. Входит в состав Макаровского сельского округа. Находится примерно в 41 км к востоку от села Перемётное. Код КАТО — 274443300.
Село расположено на правом берегу реки Чаган.

## Население
В 1999 году население села составляло 267 человек (126 мужчин и 141 женщина). По данным переписи 2009 года, в селе проживало 347 человек (175 мужчин и 172 женщины).